# Valle de Sacramento

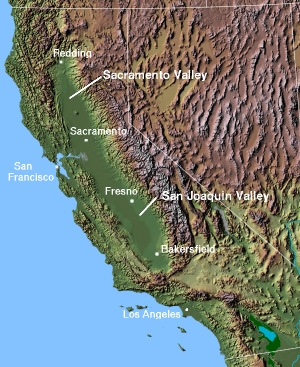
El Valle Central Valley de California

El valle de Sacramento es la parte del valle Central de California que colinda al norte de San Joaquin-Sacramento Delta en el estado de California. El valle abarca una totalidad de diez condados.

## Geografía
El río Sacramento y sus afluentes dominan la geografía del valle de Sacramento. En el valle alzan varias cordilleras (al oeste las cordilleras de la Costa Norte, al norte las montañas Siskiyou, al este la Sierra Nevada) que definen la forma del valle, que ayudan a proporcionar agua para fines agriculturales, industriales, residenciales y usos recreacionales. La mayoría de los ríos son desviados a represas.
El terreno del valle de Sacramento es muy plano con pastizales que se vuelven más frondosos a medida que se mueven al este de las sombras orográficas de las cordilleras de la costa hacia las sierras. A diferencia del valle de San Joaquín, que es una zona de vegetación hostil y desértica, el Valle de Sacramento que es un poco menos más árido tuvo antes de la llegada de los colonos europeos extensiones importantes de bosques. La mayoría de ellos fueron deforestados durante la fiebre del oro de California por lo que ayudó a incrementar la ola de asentamientos. 
Las faldas de las montañas se convirtieron más comunes que sólo el sur de Corning hasta Shasta Lake City. Estas ciudades son conocidas como Valley Hills. Las faldas del valle empiezan justo al sur de Rolling Hills Casino en la línea del condado Tehama-Glenn cerca de Corning. También hay algunas colinas cerca de Red Bluff y Corning. Hay una gran variedad de colinas entre Cottonwood y Red Bluff conocido como Cottonwood Hills (alias 9 Mile Hill), y también está Cottonwood Ridge entre Anderson y Cottonwood. Hay algunas colinas en Redding, y un poco más que Red Bluff, y después de Redding y después sólo hay faldas de montañas.
Un rasgo distintivo geográfico del valle de Sacramento son los Sutter Buttes. Nombrada como la cordillera más pequeña en el mundo, consiste de los remanentes extintos de un volcán y está localizado justo al sur de Yuba City.

## Instituciones educacionales
- Universidad de California, Davis
- Universidad Estatal de California, Chico
- Universidad Estatal de California, Sacramento
- Universidad Simpson, en Redding
- Universidad William Jessup, en Rocklin

## Ciudades importantes
- Redding
- Sacramento
- Davis
- Chico
- Yuba City
- Roseville
- Red Bluff
- Galt
- Lodi

- Datos: Q1686914
- Multimedia: Sacramento Valley (California) / Q1686914